# Heretic (альбом Morbid Angel)
Heretic — седьмой студийный альбом американской дэт-метал группы Morbid Angel, выпущенный в 2003 году лейблом Earache Records.

## Об альбоме
Обложка альбома была создана Марком Сассо. На ней можно видеть два изображения женщины — богини еретиков, одно из изображений искажено, а между ними проходит разделительная линия, которая обозначает дуализм, существующий в природе.
Ограниченное издание альбома включало в себя 18-трековый CD, содержащий инструментальные версии шести композиций с альбома (композиции 1-6 в соответствующем списке), а также гитарные соло с некоторых композиций (композиции 7—18).
Heretic включает в себя 44 композиции, 14 первых из которых являются основными. На композицию «Enshrined by Grace» был снят видеоклип. Также «Enshrined by Grace» является частью саундтрека к фильму «Техасская резня бензопилой».
Композиции «Memories of the Past» и «Victorious March of Reign the Conqueror» были написаны ударником Питом Сандовалом, кроме того, Пит придумал аранжировки и первые ритмические наброски композиции «Stricken Arise» (также им были созданы партии ударных). На альбоме присутствует необычная для дэт-метал альбомов инструментальная композиция под названием «Drum Check», представляющая собой соло на барабанах.
Некоторые партии солирующей гитары Трей Азагтот записывал возле работающего вентилятора.

## Критика
Трей Азагтог в отношении альбома отмечал следующее:

Я бы не стал называть новый альбом нашим самым главным релизом. Для меня каждый наш альбом очень важный…В новом альбоме мне особенно нравится великолепное чистое звучание, когда действительно можно услышать самую мельчайшую деталь, и при этом не будет страдать музыка. Мощь, энергия и настрой нового альбома — это действительно нечто особенное. Мои гитарные партии выстроены несколько иначе, а вокал Стива — просто феноменален. На Heretic у него безумно сильный андерграундный голос. О работе ударника Пита мне даже не нужно говорить.

## Список композиций
1. Cleansed in Pestilence (Blade of Elohim) — 04:35
2. Enshrined by Grace — 04:28
3. Beneath the Hollow — 04:21
4. Curse the Flesh — 03:36
5. Praise the Strength — 05:16
6. Stricken Arise — 04:10
7. Place of Many Deaths — 04:14
8. Abyssous — 01:31
9. God of Our Own Divinity — 06:21
10. Within Thy Enemy — 03:17
11. Memories of the Past — 03:18
12. Victorious March of Reign the Conqueror — 02:38
13. Drum Check — 02:52
14. Born Again — 02:35

Все песни — Azagthoth — музыка, Tucker — лирика, кроме трека 6 — Sandoval/Azagthoth — музыка, Tucker — лирика
Треки 11,12,13 — музыка Sandoval, треки 7, 8, 14 — музыка Azagthoth

### Дополнительные композиции
После последней композиции Born Again идут дополнительные 30 композиций, многие из которых представляют собой тишину.
- 15-29 тишина
- 30 Inflections — 1:28 (гитарное соло)
- 31-34 тишина
- 35 Tortured Souls — 3:50 (композиция в жанре индастриал)
- 36-40 тишина
- 41 Terror of MechaGodzilla Lava — 0:33 (гитарное соло)
- 42 Triplet Lava — 1:51 (гитарное соло, начальные 40 секунд — тишина)
- 43 DoomCreeper — 4:30 (инструментальная версия композиции Beneath the Hollow)
- 44 Laff — 0:16 (гитарное соло, начальные 10 секунд — тишина)

### Дополнительный CD
1. Beneath the Hollow — 4:25
2. Curse the flesh — 3:34
3. Within thy Enemy — 3:16
4. God of Our Own Divinity — 6:13
5. Praise the Strength — 5:15
6. Place of Many Deaths — 4:06
7. Beneath the Hollow solo — 0:23
8. Curse the Flesh solo — 0:16
9. Praise the Strength solo — 0:16
10. God of Our Own Divinity solo — 0:36
11. Summoning Redemption Lava I — 0:28
12. Summoning Redemption Lava II — 0:24
13. Summoning Redemption Lava III — 0:28
14. Ageless, Still I Am Lava I — 0:38
15. Faceless, Still I Am Lava II — 0:24
16. At One With Nothing Lava I — 0:30
17. At One with Nothing Lava II — 0:32
18. To the Victor the Spoils Lava — 0:26

## Участники записи
- Пит Сандовал — ударные, пианино и клавишные
- Трей Азагтот — гитара, синтезатор и гитарный синтезатор
- Стив Такер — бас, вокал

Спродюсировано — Morbid Angel и Juan «Punchy» Gonzalez
Смикшировано — Juan «Punchy» Gonzalez
Записано на студии DOW, Сеффнер, Флорида
Обложка — Marc Sasso
Оформление — Peter (Пьяная Обезьянка) Tsarkis
Фотографии — Alex Solca

### Приглашённые участники
- Карл Сандерс — гитарное соло на композиции «God of Our Own Divinity»